# Luigi Piazza
Luigi Piazza (Bologna, 1884 – Bologna, 22 marzo 1967) è stato un baritono italiano, associato al repertorio italiano, in particolare al ruolo di Rigoletto.

## Biografia
Studiò al Conservatorio di Bologna con Alberoni. Debuttò sul palco nel 1908, nel ruolo di Enrico in Lucia di Lammermoor. 
La sua carriera si estese dal 1910 al 1930, durante la quale cantò nella maggior parte dei principali teatri lirici in Italia, particolarmente al Teatro Comunale di Bologna. Fuori dall'Italia, cantò in Francia e in Spagna e nel 1916 al Teatro Colón di Buenos Aires. Nel 1924, fece un tour in Australia. Sebbene fosse stato invitato due volte a cantare al Metropolitan Opera di New York, non vi si recò mai. Si ritirò dal palcoscenico nel 1935 e morì nella sua città natale oltre trenta anni dopo. 
Durante la sua attività, tale era la grande profondità del suo talento, venne apprezzato come un raffinato baritono "provinciale", ma raggiunse comunque una certa fama internazionale attraverso la sua unica registrazione, di Rigoletto nel 1927, con Lina Pagliughi, Tino Folgar e Salvatore Baccaloni, rivelando una voce di notevole bellezza e potenza, sostenuta da un forte senso teatrale. 